# Pseudochazara benderi
Pseudochazara benderi är en fjärilsart som beskrevs av Weiss 1979. Pseudochazara benderi ingår i släktet Pseudochazara och familjen praktfjärilar. Inga underarter finns listade i Catalogue of Life.